# Gabinet Chrisa Watsona
Gabinet Chrisa Watsona – trzeci w historii Australii gabinet federalny, urzędujący od 27 kwietnia do 18 sierpnia 1904 roku. Był pierwszym gabinetem tworzonym przez Australijską Partię Pracy (ALP), miał także najmłodszego w dziejach Australii przywódcę: premier Chris Watson liczył sobie w chwili zaprzysiężenia zaledwie 37 lat. Jedynym ministrem spoza partii rządzącej był prokurator generalny H.B. Higgins, członek Partii Protekcjonistycznej. Higgins wszedł do gabinetu na prośbę Watsona i za zgodą lidera swojej partii Alfreda Deakina, bowiem ALP nie miało w gronie swych parlamentarzystów prawnika o niezbędnym przygotowaniu. 
Gabinet Watsona przez cały swój krótki okres urzędowania był gabinetem mniejszościowym, funkcjonującym dzięki bardzo kruchemu porozumieniu ALP z protekcjonistami. Watson próbował doprowadzić do ustabilizowania sytuacji, prosząc gubernatora generalnego o przedterminowe rozwiązanie obu izb parlamentu. Lord Northcote nie wyraził jednak na to zgody. Nie mogąc skutecznie rządzić, premier podał swój gabinet do dymisji. Władza przeszła wówczas w ręce Partii Wolnego Handlu z George'em Reidem na czele.

## Skład
| stanowisko                                     | członek gabinetu |
| ---------------------------------------------- | ---------------- |
| premier                                        | Chris Watson     |
| minister skarbu                                | Chris Watson     |
| minister spraw zagranicznych                   | Billy Hughes     |
| prokurator generalny                           | H.B. Higgins     |
| minister spraw wewnętrznych                    | Lee Batchelor    |
| minister handlu i ceł                          | Andrew Fisher    |
| minister obrony                                | Anderson Dawson  |
| minister poczty                                | Hugh Mahon       |
| wiceprzewodniczący Federalnej Rady Wykonawczej | Gregor McGregor  |